# Таронга (зоопарк)
Зоопарк «Таронга» — зоопарк в австралийском городе Сидней. Официальное открытие состоялось 7 октября 1916 года. Территория зоопарка разделена на 8 зоогеографических зон, в его коллекции представлены около 340 видов животных, общей численностью свыше 2600 особей.

## История

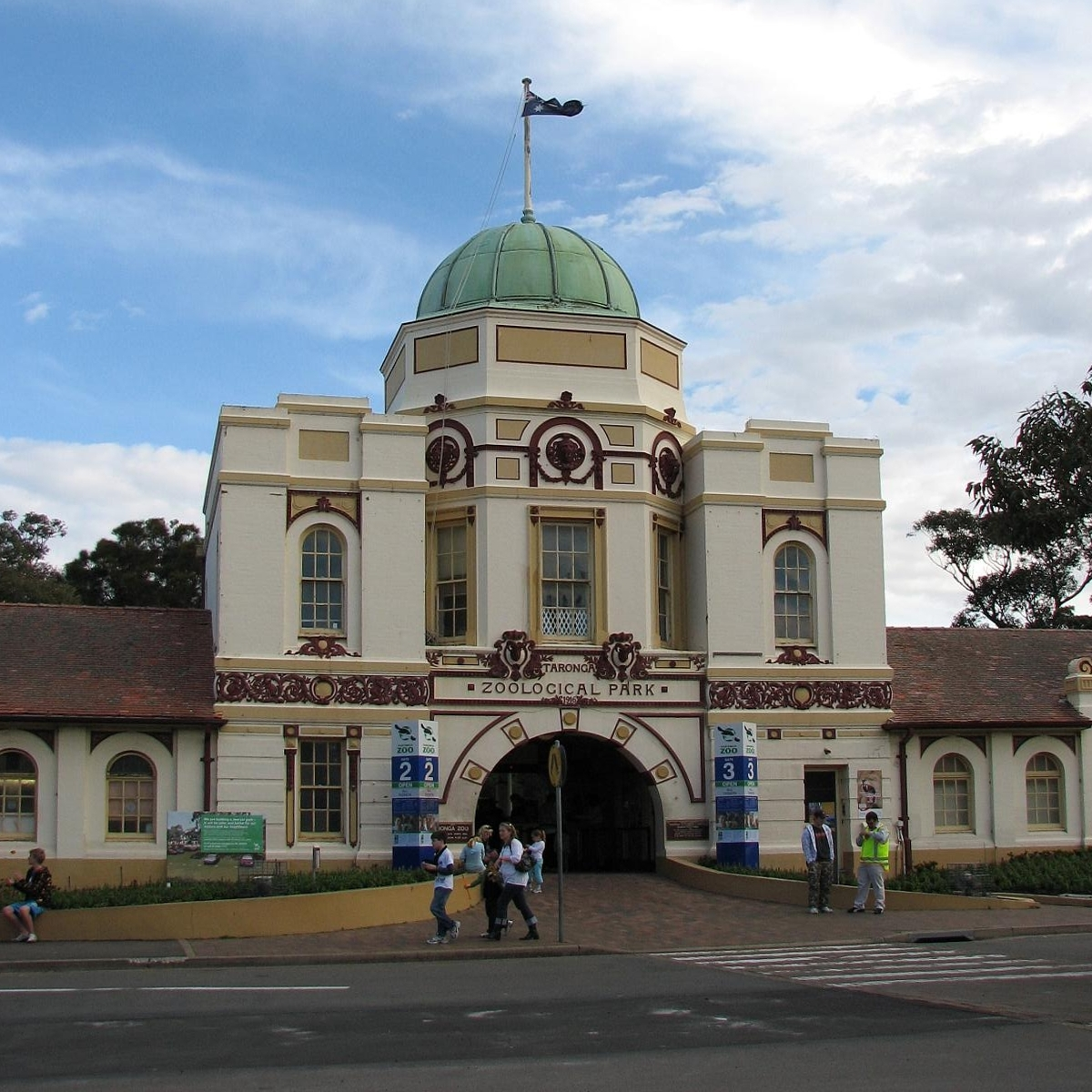
Вход в зоопарк

Первый публичный зоопарк в штате Новый Южный Уэльс был открыт в 1884 году в парке Мур (ныне на этом месте расположены муниципальные школы). В 1908 году зоолог Альберт Ле Суэйф (англ. Albert Le Souef), после посещения им гамбургского зоопарка, предложил проект реконструкции зоопарка. План предусматривал расширение зоопарка за счёт уменьшения площади парковой территории. Такое положение дел  не устраивало правительство штата и поэтому ими было выделено примерно 17,4 гектара (43 акра) земли в районе Сиднейской бухты (англ. Sydney Harbour). Ещё 3,6 гектара (9 акров) были вручены зоопарку в 1916 году.
Слово «таронга» на языке аборигенов означает «прекрасный вид».

## События

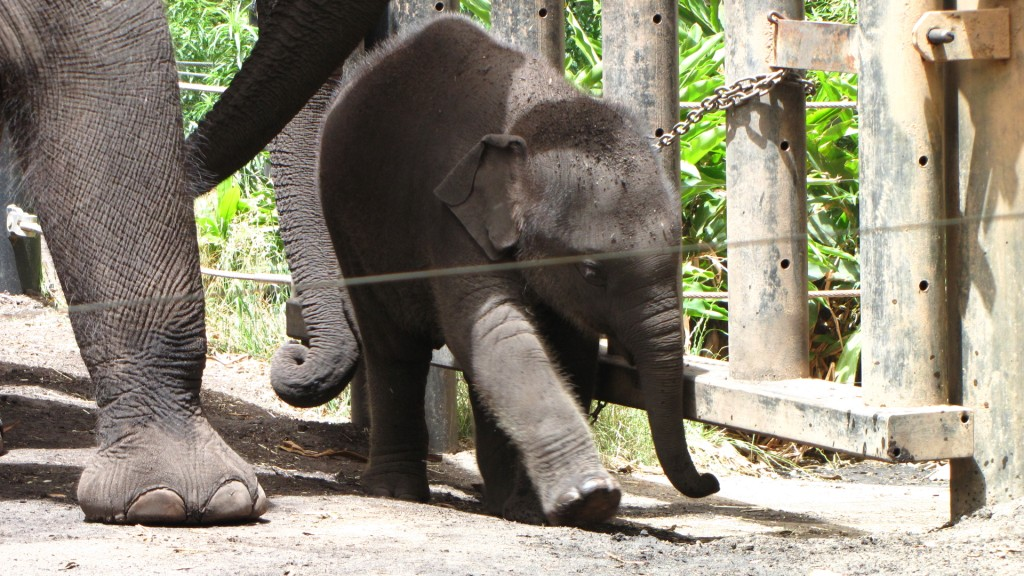
Новорождённый слонёнок на прогулке

- В феврале 2003 года зафиксирован второй случай рождения утконоса в неволе[4].
- 4 июля 2009 года самка азиатского слона, Тонг Ди (англ. Thong Dee), родила детёныша. Примечательно, что это первый слон, рождённый в Австралии[5].
- 8 марта 2010 года сообщили, что, будучи беременной, умерла самка азиатского слона вместе с так и не рождённым детёнышом[6][7]. Однако 10 марта выяснилось, что слонёнок выжил[8]. Его назвали Пати Хан (англ. Pathi Harn), что в переводе с тайского означает «мечта»[9].